# Marandahalli
Marandahalli es una ciudad y nagar Panchayat situada en el distrito de Dharmapuri en el estado de Tamil Nadu (India). Su población es de 12451 habitantes (2011). Se encuentra a 40 km de Dharmapuri .

## Demografía
Según el censo de 2011 la población de Harur era de 12451 habitantes, de los cuales 6211 eran hombres y 6240 eran mujeres. Marandahalli tiene una tasa media de alfabetización del 76,01%, inferior a la media estatal del 80,09%: la alfabetización masculina es del 82,81%, y la alfabetización femenina del 69,33%.